# Lacombe (Alberta)
Lacombe és una ciutat de la província d'Alberta, Canadà. Està situada al nord de Red Deer, la ciutat gran més a prop, i al sud d'Edmonton, l'àrea metropolitana més propera. La ciutat es troba al parkland d'Alberta Central, entre les muntanyes Rocoses a l'oest i la planura d'Alberta a l'est.
Lacombe fou la 17a ciutat d'Alberta el 5 de setembre de 2010.

## Història

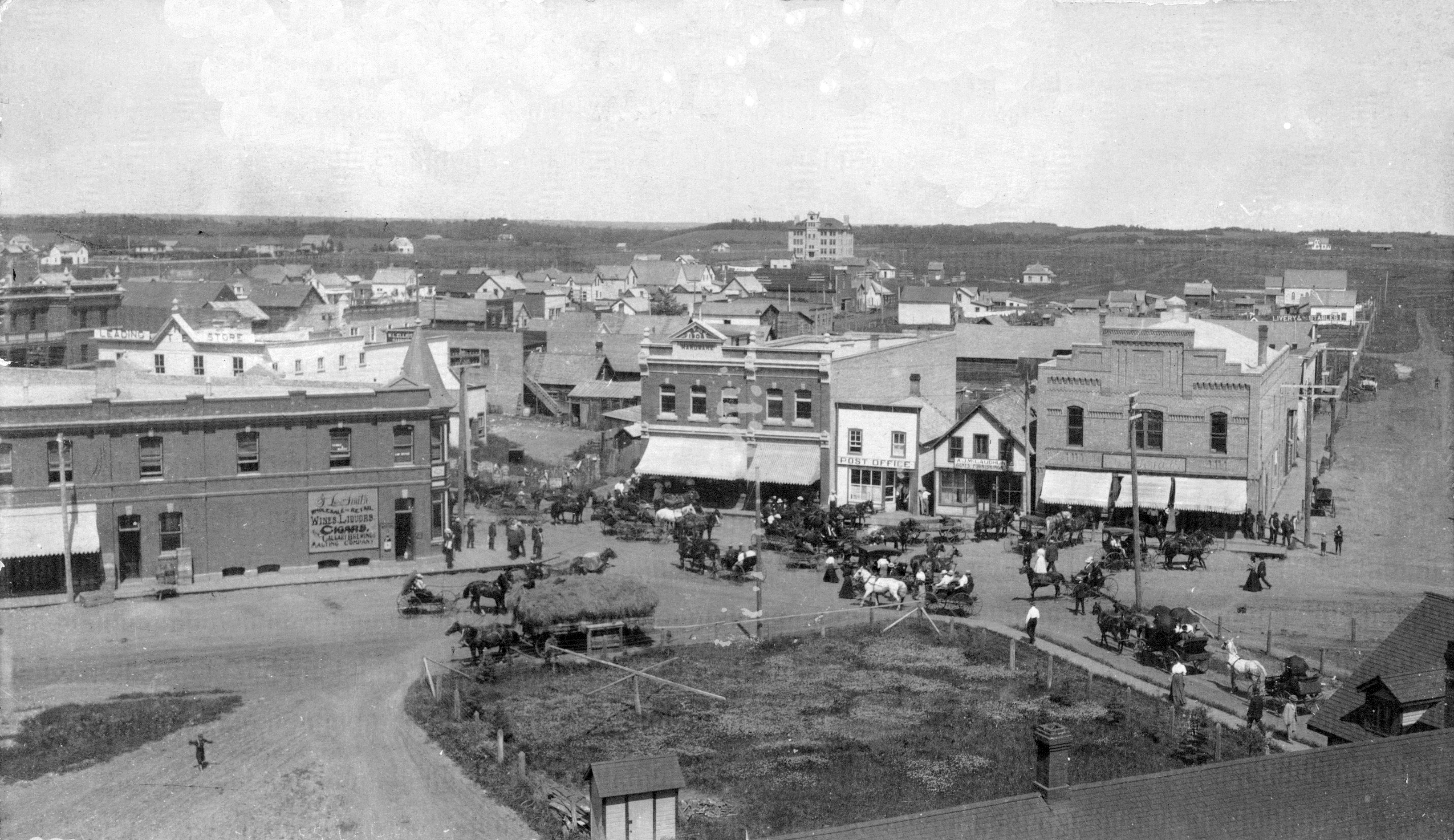
Centre urbà de Lacombe en 1908

Lacombe va rebre el nom d'Albert Lacombe (28 de febrer de 1827 - 12 de desembre de 1916), un missioner catòlic Oblat francocanadenc que va viure entre les Primeres Nacions cree i blackfoot i els va evangelitzar. Actualment és recordat per haver negociat una pau entre els cree i blackfoot, negociant la construcció de la Canadian Pacific Railway a través de territori Blackfoot, i assegurar una promesa del líder blackfoot Crowfoot d'abstenir-se d'unir-se a la rebel·lió del nord-oest de 1885. El Servei de Policia de Lacombe han vigilat la comunitat des de 1900.
En 1880 es van dur a terme els primers plànols topogràfics de la zona de Lacombe i tres anys més tard, en 1883, hi arribà el primer colonitzador permanent, Ed Barnett. Barnett era membre retirar de la Policia Muntada del Nord-oest (NWMP) i que hi havia servit tres anys. Va deixar Fort Macleod l'agost de 1881 amb 23 anys. Segons una versió, en 1878 Barnett escortà el cap Bou Assegut i el seu poble a la frontera dels Estats Units. Al llarg del Camí de Calgary-Edmonton, va establir una "casa d'atur" per als viatgers amb una concessió de terra que li van donar pel seu servei en la NWMP. La seva família i amics es van mudar d'Ontario i la comunitat va començar a créixer. La casa d'atur després fou coneguda com a Barnett's Siding.
El Canadian Pacific Railway hi arribà en 1891. Això va proporcionar un millor accés a la zona i noves oportunitats per a l'assentament. En 1893 van ser topografiats els blocs del centre i els lots. Se li va concedir estatut de vila el 1896 i estat de poble en 1902.
En 1907 el govern federal va crear un granja experimental per a investigar la producció de cereals i bestiar. El President del C.P.R. William Van Horne reanomena Barnett's Siding com a Lacombe en honor del pare Lacombe.

## Demografia
La població de la Ciutat de Lacombe segons el cens municipal de 2014 és de 12.728 habitants, un canvi del 85,0% conforme al cens municipal de 2009 que donava una població d'11.733.
Segons el cens del Canadà de 2011, la Ciutat de Lacombe tenia 11.707 habitants que vivien en 4.413 del total de 4.686 habitatges, un canvi del 8,9% des del 2006 que mostrava una població de 10.752 habitants. Tenia una superfície de 20,89 km² i una densitat de població de 560,4 h/km² en 2011.